# Leonardas Kęstutis Jaskelevičius
Leonardas Kęstutis Jaskelevičius (*  7. Juli 1945 in Žeimiai, Rajongemeinde Varėna) ist ein  litauischer Politiker.

## Leben
Leonardas Kęstutis Jaskelevičius lernte in der Internatssportschule Trakai. Nach dem Abitur 1962 in Lentvaris bei Trakai absolvierte er 1969 das Diplomstudium der Wirtschaft an der Vilniaus universitetas in Vilnius. Ab 1980 studierte er Forstwissenschaft an der Lietuvos žemės ūkio akademija bei Kaunas.
1966 arbeitete er in der Fabrik Lentvaris, in Matuizos bei Varėna, von 1982 bis 1986 als Revierförster in Širvintos und Druskininkai.
Von 1987 bis 1989 war  Jaskelevičius wissenschaftlicher Mitarbeiter am Wirtschaftsinstitut der Lietuvos mokslų akademija. Er promovierte in Wirtschaftswissenschaft und ab 1990 war Bauer in der Rajongemeinde Trakai. Von 1992 bis 1996 war er Mitglied im Seimas. Ab 1997 arbeitete er bei Lietuvos žemės ūkio rūmai und lehrte bei Vilniaus kooperacijos kolegija und  im Zentrum Buivydiškės von Vilniaus kolegija.
Ab 1991 war Leonardas Kęstutis Jaskelevičius Mitglied von LDDP und ab 2002 der LSDP.